# ジャマイカ議会
ジャマイカ議会（ジャマイカぎかい、英語: Parliament of Jamaica）は、ジャマイカの立法府である。

## 概要
上院に相当する元老院と下院に相当する代議院の両院で構成する。